# Mahamane Abdraharame Traoré
Mahamane Abdraharame Traoré (Bamako, Malí, 20 de julio de 1987), futbolista maliense. Juega de volante y su actual equipo es el Le Havre AC de la Ligue 2 de Francia. 

## Selección nacional
Ha sido internacional con la Selección de fútbol de Malí, ha jugado 2 partidos internacionales.

## Clubes
| Club        | País    | Año   |
| ----------- | ------- | ----- |
| Le Havre AC | Francia | 2009- |

- Datos: Q3843421